# Zuiger
Een zuiger (ook wel piston genoemd) is een onderdeel van een zuigermachine, dat in een cilinder heen en weer kan bewegen. Door de beweging wordt een vloeistof of gas verplaatst, of gecomprimeerd, dit bij pompen en compressoren. Bij motoren wordt door gassen arbeid uitgeoefend op de zuiger, die arbeid kan dan overgebracht worden op andere onderdelen, bijvoorbeeld de krukas. In machines waar de zuiger een cilinder- of ovale vorm heeft, is de zuiger dikwijls met de drijfstang (of zuigerstang) gekoppeld aan de krukas. Om de zuiger zitten vaak zuigerveren die ervoor zorgen dat er een goede afdichting is tussen de cilinderwand en de zuiger (compressieveren en olieschraapveren) en dus tussen beide kanten van de cilinder.

## Doel
- Arbeid overbrengen.
- Kracht overbrengen.
- Vloeistoffen of gassen verplaatsen.
- Vloeistoffen of gassen comprimeren of laten expanderen.
- Bewegingen dempen.

## Toepassingen
- In sommige typen pompen verplaatsen zuigers vloeistof of gas. Een van de eerste toepassingen in de industriële revolutie was de stoommachine van Newcomen om water op te pompen uit de tinmijnen van Devon.
- In verbrandingsmotoren brengen zuigers via de drijfstang de kracht van de verbranding van de brandstof over op het verdere mechaniek.
- In injectiespuiten zit een kleine zuiger waarmee de injectievloeistof kan worden opgezogen en ingespoten.
- In machines om lucht te koelen en vloeibaar te maken zitten vaak zuigers die gassen comprimeren.
- In een schokdemper zorgen zuigers voor het afvlakken van schokken
- In een hydraulische krik zorgt de zuiger voor de krachtoverbrenging.